# ストークス
ストークス（stokes, 記号: St）は、CGS単位系における動粘度の単位である。その名前は、アイルランドの物理学者ジョージ・ガブリエル・ストークスに因む。

## 定義
1ストークスは、密度が1グラム毎立方センチメートル(g/cm3)で粘度が1ポアズ(P, dyn·s/cm2)である流体の動粘度と定義されている。動粘度は粘度を密度で割ったものであるので、St = (g/cm·s)/(g/cm3) = cm2/s となる。

## 表記
stokesは人名の"Stokes"に因むものであって、末尾の"s"は複数形を示すものではないが、アメリカにおいては"stoke"を単数形として用いることがある。複数形は常に"stokes"である。

## SI単位との関係
国際単位系(SI)には動粘度の単位には固有の名称はなく、センチメートルをメートルに置き換えた平方メートル毎秒(m2/s)がSI組立単位となっている。1 St = 0.0001 m2/s である。
ストークスは非SI単位であり、国際単位系国際文書には記載がない非推奨の単位である。日本の計量法においては、ストークスは国内外で広く用いられており、使用を禁止することで混乱を招くおそれがあるため、粘度のポアズとともに法定計量単位として使用を認めている（計量法第四条第二項関係、計量法に基づく計量単位一覧#SI単位のある量についての非SI単位（5量18単位））。